# Diferenciado
Diferenciado  é o sétimo álbum de estúdio da banda baiana Léo Santana & Parangolé, lançado em 9 de julho de 2013. Foi distribuido no jornal Correio da Bahia, foi disponibilizado para compra no iTunes no dia 10 de outubro de 2013.
Musicalmente, Diferenciado é um álbum que mistura o pagode baiano com outros ritmos como: música eletrônica, funk e arrocha.

## Faixas
| N.º | Título                                            | Compositor(es)                                 | Duração |  |
| 1.  | "Me Domina"                                       | Tierry, Magno Santana, Felipe Escandurras      | 3:26    |  |
| 2.  | "Remexa"                                          | Léo Santana, Magno Santana, Felipe Escandurras | 4:08    |  |
| 3.  | "Conselho de Amigo"                               | Rafa Chagas, Rick Costa                        | 3:06    |  |
| 4.  | "Sossego" (participação especial Saulo Fernandes) | Léo Santana, Tierry, Nenel                     | 2:41    |  |
| 5.  | "Pretinho Top"                                    | Léo Santana, Nenel                             | 3:16    |  |
| 6.  | "Arrastadinho"                                    | Filipe Escandurras, Magno Santana              | 3:08    |  |
| 7.  | "Bole"                                            | Nenel                                          | 3:06    |  |
| 8.  | "Panorama da Cidade"                              | Léo Santana, Nenel                             | 3:23    |  |
| 9.  | "Hey Psiu"                                        | Léo Santana, Oscar Tintel, Bruno de Holanda    | 3:04    |  |
| 10. | "Empurra Empurra"                                 | Buja Ferreira, André Merenda, C'Du Guedes      | 2:54    |  |
| 11. | "Mergulhar na Sua Onda"                           | Jadson Santos                                  | 3:05    |  |
| 12. | "Estilo LS"                                       | C'Du Guedes                                    | 2:18    |  |
| 13. | "Tchubarabadá"                                    | Léo Santana, Nenel                             | 2:29    |  |